# Запорожка АЕЦ
Запорожката АЕЦ (на украински: Запорізька АЕС) в Украйна е най-мощната атомна електрическа централа в Европа и 5-а в света.
Намира се в Централна Украйна, до град Енергодар, на бреговете на Каховското водохранилище на р. Днепър. Има 6 реактора тип ВВЕР, всеки генериращ по 1000 MW, с обща мощност 6000 MW. Първите 5 реактора са успешно въведени в експлоатация между 1985 и 1989 г., а 6-ият е пуснат през 1995 г.
Централата произвежда около половината от електричеството на Украйна, доставяно от атомни централи, и повече от 20 % от общото електричество, генерирано в страната.